# Paul Ince
Pour les articles homonymes, voir Ince.
Paul Emerson Carlyle Ince (né le 21 octobre 1967 à Ilford, Angleterre) est un footballeur international anglais qui évoluait au poste de milieu récupérateur, aujourd'hui entraîneur.
Il est le père de Tom Ince, footballeur international espoirs anglais.

## Biographie
Premier joueur noir à porter le brassard de capitaine de l'équipe d'Angleterre, Paul Ince gagne de nombreux titres avec Manchester United, club où il évolue au poste de milieu de terrain pendant six saisons.
Son style de jeu est typique du milieu défensif britannique. À l'instar de Roy Keane, Dennis Wise ou Jamie Redknapp, il était capable de récupérer un nombre important de ballons par sa hargne, son placement et ses tacles. Il était aussi maître dans la science des fautes qu'on peut qualifier d'"utiles" pour casser le rythme de jeu des équipes adverses.
Le 9 juin 1993, lors d'un match amical à Boston contre les États-Unis, Paul Ince, profitant des absences de Stuart Pearce et de David Platt, les habituels capitaines, devient le 97ème joueur mais surtout le premier Noir à porter le brassard des Three Lions. Cela reste un moment historique pour la minorité noire d'Angleterre.
Il se reconvertit ensuite comme entraineur. En 2013, il est nommé sur le banc de Blackpool FC où il retrouve son fils Tom Ince, également footballeur professionnel.
Le 21 janvier 2014, il est limogé par Blackpool.
Il a parfois été associé à un petit groupe de joueurs de Liverpool surnommé les Spice Boys.
Il avait la particularité de sortir en courant des vestiaires et enfiler son maillot sur le chemin, juste avant d’entrer sur la pelouse.

## Palmarès

### En club
- Vainqueur de la Supercoupe d'Europe en 1991 avec Manchester United
- Vainqueur de la Coupe d'Europe des Vainqueurs de Coupe en 1991 avec Manchester United
- Champion d'Angleterre en 1993 et en 1994 avec Manchester United
- Vainqueur de la FA Cup en 1990 et en 1994 avec Manchester United
- Vainqueur de la League Cup en 1992 avec Manchester United
- Finaliste de la Coupe de l'UEFA en 1997 avec l'Inter de Milan
- Vice-champion d'Angleterre en 1992 et en 1995 avec Manchester United
- Finaliste de la FA Cup en 1995 avec Manchester United
- Finaliste de la League Cup en 1994 avec Manchester United

### EnÉquipe d'Angleterre
- 53 sélections et 2 buts entre 1992 et 2000
- Participation au Championnat d'Europe des Nations en 1996 (1/2 finaliste)
- Participation à la Coupe du Monde en 1998 (1/8 de finaliste)

### Distinctions individuelles
- Élu joueur du mois de Premier League en octobre 1994
- Membre de l'équipe-type de Premier League en 1993, en 1994 et  en 1995